# 50 metros livre
50 metros livre é uma das provas olímpicas de natação de estilo livre. É quase sempre executada no estilo crawl por ser o mais rápido.
A prova foi introduzida para homens nos Jogos Olímpicos de Verão de 1904 em St. Louis, onde competiram nove nadadores da Hungria e Estados Unidos da América. O vencedor da medalha de ouro foi o húngaro Sóchomo Pónqjo com um tempo de 28 segundos. Depois desta aparição, os 50 metros livres foram afastados do programa olímpico até aos Jogos de 1988, em Seul, onde a modalidade foi reintroduzida tanto para homens como para mulheres.
Os 50 metros livre é a prova mais rápida de natação.
Nas Olimpíadas de Pequim, César Cielo conquistou o ouro com o tempo de 21s30 para o Brasil. Foi o 1º ouro olímpico conquistado pela natação brasileira em Olimpíadas. Este também se tornou o recorde olímpico, e à época, era o 2º melhor tempo da História da prova.

## Recordes mundiais masculinos

### Piscina longa (50 m)
| Tempo | Nadador            | Data                    | Ref.  |
| ----- | ------------------ | ----------------------- | ----- |
| 23.86 | Jonty Skinner      | 14 de agosto de 1976    |       |
| 23.74 | Joe Bottom         | 3 de julho de 1977      |       |
| 23.72 | Ron Manganiello    | 29 de julho de 1978     |       |
| 23.70 | Klaus Steinbach    | 23 de julho de 1979     |       |
| 23.66 | Chris Cavanaugh    | 2 de fevereiro de 1980  |       |
| 23.12 | Chris Cavanaugh    | 10 de abril de 1980     |       |
| 22.96 | Rowdy Gaines       | 10 de abril de 1980     |       |
| 22.83 | Bruce Stahl        | 10 de abril de 1980     |       |
| 22.83 | Joe Bottom         | 15 de agosto de 1980    |       |
| 22.71 | Joe Bottom         | 15 de agosto de 1980    |       |
| 22.54 | Robin Leamy        | 15 de agosto de 1981    |       |
| 22.52 | Dano Halsall       | 21 de julho de 1985     |       |
| 22.40 | Tom Jager          | 6 de dezembro de 1985   |       |
| 22.33 | Matt Biondi        | 26 de junho de 1986     |       |
| 22.33 | Matt Biondi        | 30 de julho de 1987     |       |
| 22.32 | Tom Jager          | 13 de agosto de 1987    |       |
| 22.23 | Tom Jager          | 25 de março de 1988     |       |
| 22.18 | Peter Williams     | 10 de abril de 1988     |       |
| 22.14 | Matt Biondi        | 24 de setembro de 1988  |       |
| 22.12 | Tom Jager          | 20 de agosto de 1989    |       |
| 21.98 | Tom Jager          | 24 de março de 1990     |       |
| 21.81 | Tom Jager          | 24 de março de 1990     |       |
| 21.64 | Alexander Popov    | 1 de junho de 2000      | [ 2 ] |
| 21.56 | Eamon Sullivan     | 17 de fevereiro de 2008 | [ 2 ] |
| 21.50 | Alain Bernard      | 23 de março de 2008     | [ 2 ] |
| 21.41 | Eamon Sullivan     | 27 de março de 2008     | [ 2 ] |
| 21.28 | Eamon Sullivan     | 28 de março de 2008     | [ 2 ] |
| 20.94 | Frédérick Bousquet | 26 de abril de 2009     | [ 2 ] |
| 20.91 | César Cielo        | 18 de dezembro de 2009  | [ 2 ] |

### Piscina curta (25 m)
| Tempo | Nadador            | Data                    | Ref.  |
| ----- | ------------------ | ----------------------- | ----- |
| 21.64 | Steve Crocker      | 21 de março de 1992     |       |
| 21.60 | Mark Foster        | 17 de fevereiro de 1993 |       |
| 21.50 | Alexander Popov    | 13 de março de 1994     |       |
| 21.48 | Mark Foster        | 13 de dezembro de 1998  |       |
| 21.31 | Mark Foster        | 13 de dezembro de 1998  |       |
| 21.48 | Mark Foster        | 13 de dezembro de 1998  |       |
| 21.31 | Roland Schoeman    | 23 de março de 2000     |       |
| 21.13 | Mark Foster        | 28 de janeiro de 2001   |       |
| 21.10 | Frédérick Bousquet | 25 de março de 2004     | [ 3 ] |
| 20.98 | Roland Schoeman    | 12 de agosto de 2006    | [ 3 ] |
| 20.93 | Stefan Nystrand    | 18 de novembro de 2007  | [ 3 ] |
| 20.81 | Duke Draganja      | 11 de abril de 2008     | [ 3 ] |
| 20.64 | Roland Schoeman    | 7 de setembro de 2008   | [ 3 ] |
| 20.48 | Amaury Leveaux     | 11 de dezembro de 2008  | [ 3 ] |
| 20.30 | Roland Schoeman    | 8 de agosto de 2009     | [ 3 ] |
| 20.26 | Florent Manaudou   | 5 de dezembro de 2014   | [ 3 ] |
| 20.24 | Caeleb Dressel     | 20 de dezembro de 2019  | [ 3 ] |
| 20.16 | Caeleb Dressel     | 21 de novembro de 2020  | [ 3 ] |

## Recordes mundiais femininos

### Piscina longa (50 m)
| Tempo | Nadadora             | Data                   | Ref.  |
| ----- | -------------------- | ---------------------- | ----- |
| 26.99 | Kornelia Ender       | 26 de julho de 1975    |       |
| 26.95 | Johanna Malloy       | 16 de agosto de 1977   |       |
| 26.74 | Anne Jardin          | 19 de agosto de 1978   |       |
| 26.61 | Cynthia Woodhead     | 10 de abril de 1980    |       |
| 26.53 | Kelly Asplund        | 10 de abril de 1980    |       |
| 26.32 | Jill Sterkel         | 10 de abril de 1980    |       |
| 25.96 | Jill Sterkel         | 10 de abril de 1980    |       |
| 25.79 | Jill Sterkel         | 3 de abril de 1981     |       |
| 25.69 | Dara Torres          | 29 de janeiro de 1983  |       |
| 25.64 | Annemarie Verstappen | 9 de julho de 1983     |       |
| 25.62 | Dara Torres          | 5 de agosto de 1983    |       |
| 25.61 | Dara Torres          | 21 de julho de 1984    |       |
| 25.50 | Tamara Costache      | 16 de julho de 1986    |       |
| 25.34 | Tamara Costache      | 16 de julho de 1986    |       |
| 25.31 | Tamara Costache      | 1 de agosto de 1986    |       |
| 25.28 | Tamara Costache      | 23 de agosto de 1986   |       |
| 24.98 | Yang Wenyi           | 11 de abril de 1988    |       |
| 24.79 | Yang Wenyi           | 31 de julho de 1992    |       |
| 24.51 | Le Jingyi            | 11 de setembro de 1994 |       |
| 24.51 | Inge de Bruijn       | 26 de maio de 2000     |       |
| 24.48 | Inge de Bruijn       | 4 de junho de 2000     |       |
| 24.39 | Inge de Bruijn       | 10 de junho de 2000    | [ 4 ] |
| 24.13 | Inge de Bruijn       | 22 de setembro de 2000 | [ 4 ] |
| 24.09 | Marleen Veldhuis     | 24 de março de 2008    | [ 4 ] |
| 23.97 | Libby Trickett       | 29 de março de 2008    | [ 4 ] |
| 23.96 | Marleen Veldhuis     | 19 de abril de 2009    | [ 4 ] |
| 23.73 | Britta Steffen       | 2 de agosto de 2009    | [ 4 ] |
| 23.67 | Sarah Sjöström       | 29 de julho de 2017    | [ 4 ] |
| 23.61 | Sarah Sjöström       | 29 de julho de 2023    | [ 5 ] |

### Piscina curta (25 m)
| Tempo | Nadadora              | Data                   | Ref.  |
| ----- | --------------------- | ---------------------- | ----- |
| 24.75 | Franziska van Almsick | 4 de novembro de 1992  |       |
| 24.62 | Le Jingyi             | 3 de dezembro de 1993  |       |
| 24.23 | Le Jingyi             | 3 de dezembro de 1993  |       |
| 24.09 | Therese Alshammar     | 11 de dezembro de 1999 |       |
| 23.59 | Therese Alshammar     | 18 de março de 2000    | [ 6 ] |
| 23.58 | Marleen Veldhuis      | 17 de novembro de 2007 | [ 6 ] |
| 23.25 | Marleen Veldhuis      | 13 de abril de 2008    | [ 6 ] |
| 23.24 | Ranomi Kromowidjojo   | 7 de agosto de 2013    | [ 6 ] |
| 23.24 | Ranomi Kromowidjojo   | 12 de dezembro de 2015 | [ 6 ] |
| 23.10 | Sarah Sjöström        | 2 de agosto de 2017    | [ 6 ] |
| 22.93 | Ranomi Kromowidjojo   | 7 de agosto de 2017    | [ 6 ] |